# Thomas-Marie Fusco
Thomas-Marie Fusco (Pagani, 1er décembre 1831 - Pagani, 24 février 1891) est un prêtre italien fondateur des Filles de la charité du Très Précieux Sang. Il est proclamé bienheureux par le pape Jean-Paul II en 2001.
Il est commémorée le 24 février selon le Martyrologe romain.

## Biographie
Thomas-Marie Fusco est né le 1er décembre 1831 à Pagani, la ville qui avait entendu la voix du Docteur de l'Église, saint Alphonse de Liguori. Dès l'enfance, il se distingue par sa bonne humeur et donne très vite des signes d'une vocation au sacerdoce.
Il entre au séminaire de Nocera et il consacré prêtre le 22 décembre 1855, il se dévoue immédiatement à l'enseignement en ouvrant une école et des cours du soir pour les adultes. Il entre en 1857 dans la congrégation des missionnaires de Nocera et prêche des missions populaires, en 1860, il est nommé chapelain du sanctuaire de Notre-Dame de Galline (it) à Pagani et diffuse la dévotion au Précieux Sang en particulier par le biais d'une confrérie, il érige en 1862 un centre de formation de théologie morale pour les prêtres à partir de laquelle se développe la société de l'apostolat catholique du Précieux Sang.
Les orphelins sont l'objet de ses soins et c'est pour leur venir en aide qu'il donne naissance à une nouvelle famille religieuse : les Filles de la charité du Très Précieux Sang qui sont aujourd'hui dédiées aux écoles, aux hôpitaux, aux œuvres sociales, à la catéchèse, et aides diverses. Il décède le 24 février 1891 à Pagani.

## Culte
Il est déclaré vénérable le 24 avril 2001 et béatifié par le pape Jean-Paul II le 7 octobre 2001. Sa fête est le 24 février.

## Source
- (it) Cet article est partiellement ou en totalité issu de l’article de Wikipédia en italien intitulé « Tommaso Maria Fusco » (voir la liste des auteurs).